# Хермоса-Бич (Калифорния)
Хермоса-Бич (англ. Hermosa Beach) — прибрежный город в округе Лос-Анджелес в штате Калифорния в Соединённых Штатах Америки на берегу Тихого океана.
Согласно данным переписи населения США 2020 года число жителей города 
составляло 19 728 человек, что чуть больше (+ 1.1%), чем было во время предыдущей переписи проводившейся в 2010 году (19,506 человек).

## История
В буквальном переводе с испанского языка Хермоса-Бич означает «Красивый Пляж». 
В первые годы своего существования Хермоса-Бич — как и многие из соседних городов округа — представлял собой одну огромную полосу холмов, покрытых полями зерновых культур, в основном ячменя. В определенные сезоны года на этой земле паслись большие стада овец, а на ранчо между Эрмосой и Инглвудом располагались загоны и большие амбары для хранения зерна, а также для укрытия лошадей и сельскохозяйственных орудий. 
В 1904 году в городе был построен первый пирс; он был полностью сделан из дерева, вплоть до свай, и простирался в океан на пятьсот футов. 
Когда в город пришла железная дорога «Atchison, Topeka and Santa Fe Railway» существенно увеличились темпы роста местной экономики.
Первые городские выборы городских должностных лиц состоялись 24 декабря 1906 года, а 14 января 1907 года Хермоса-Бич стал девятнадцатым инкорпорированным городом округа Лос-Анджелес.
Городской пляж ныне очень популярен как место для принятия солнечных ванн, пляжного волейбола, серфинга, паддлбординга, баров, езды на велосипеде и бега.

## География
Город расположен в районе Южного залива Большого Лос-Анджелеса; это один из трех пляжных городов; граничит с двумя другими, Манхаттан-Бич на севере и Редондо-Бич на юге и востоке.
Согласно данным Бюро переписи населения США, общая площадь города составляет 1,4 квадратных мили (3,69 км2) и вся эта территория приходится на сушу.

## Климат
Благодаря расположению на берегу Тихого океана, в средняя температура Хермоса-Бич составляет 70 °F (21 °C) летом и 55 °F (13 °C) зимой. Западные морские бризы смягчают высокие летние температуры в Лос-Анджелесе и других местах округа и помогают удерживать смог около 360 дней в году.